# À l'abri de rien
 (avril 2015).
Si vous disposez d'ouvrages ou d'articles de référence ou si vous connaissez des sites web de qualité traitant du thème abordé ici, merci de compléter l'article en donnant les références utiles à sa vérifiabilité et en les liant à la section « Notes et références ».
À l'abri de rien est le sixième roman écrit par Olivier Adam, publié en 2007 aux éditions de l'Olivier.
Il a reçu le Prix du roman populiste et le Prix du Roman France Télévisions.

## Résumé
Plus rien n'arrête le regard de Marie ou presque. Ce jour-là, des hommes en haillons sont postés près du Monoprix ; sans savoir pourquoi, elle pénètre dans la tente, se joint aux bénévoles pour servir des repas à ceux qu'on appelle les "Kosovars". Négligeant sa famille, indifférente aux attentions de son mari, à la tendresse de ses enfants, Marie se consacre à la survie de ces hommes en perdition.

## Récompenses
- 2007 : 
  - Prix Roman France Télévisions
  - Prix du roman populiste
  - Liste finale du prix Goncourt[1]
- 2008 : Prix Jean Amila-Meckert

## Adaptation télévisuelle
Ce roman a été adapté en téléfilm avec le titre de Maman est folle par Jean-Pierre Améris, avec Isabelle Carré dans le rôle principal. Diffusion sur France 3 le jeudi 22 novembre 2007.